# Elezioni generali in Irlanda del 1987
Le elezioni generali in Irlanda del 1987 si tennero il 17 febbraio per il rinnovo del Dáil Éireann, la camera bassa dell’Oireachtas, il parlamento del paese.
Esse videro la vittoria del Fianna Fáil di Charles Haughey, che divenne Taoiseach (capo del governo).

## Risultati
| Fianna Fáil                    | 784 547   | 44,15 | 81  |  |  |  |
| Fine Gael                      | 481 127   | 27,07 | 51  |  |  |  |
| Democratici Progressisti       | 210 583   | 11,85 | 14  |  |  |  |
| Partito Laburista              | 114 551   | 6,45  | 12  |  |  |  |
| Partito dei Lavoratori         | 67 273    | 3,79  | 4   |  |  |  |
| Sinn Féin                      | 32 933    | 1,85  | –   |  |  |  |
| Partito Socialista Democratico | 7 424     | 0,42  | 1   |  |  |  |
| Partito Verde                  | 7 159     | 0,40  | –   |  |  |  |
| Partito Comunista d'Irlanda    | 725       | 0,04  | –   |  |  |  |
| Indipendenti                   | 70 843    | 3,99  | 3   |  |  |  |
| Totale                         | 1 777 165 | 100   | 166 |  |  |  |
|                                |           |       |     |  |  |  |
| Voti non validi                | 16 241    | 0,91  |     |  |  |  |
| Votanti                        | 1 793 406 | 73,33 |     |  |  |  |
| Elettori                       | 2 445 515 |       |     |  |  |  |